# Lunární modul LK
Lunární modul LK (rusky Лунный корабль, Lunnyj Korabl – měsíční plavidlo) byl sovětský lunární přistávací modul a protějšek amerického lunárního modulu (LM) z programu Apollo. Oproti americkému protějšku byl navržen jako jednomístný.

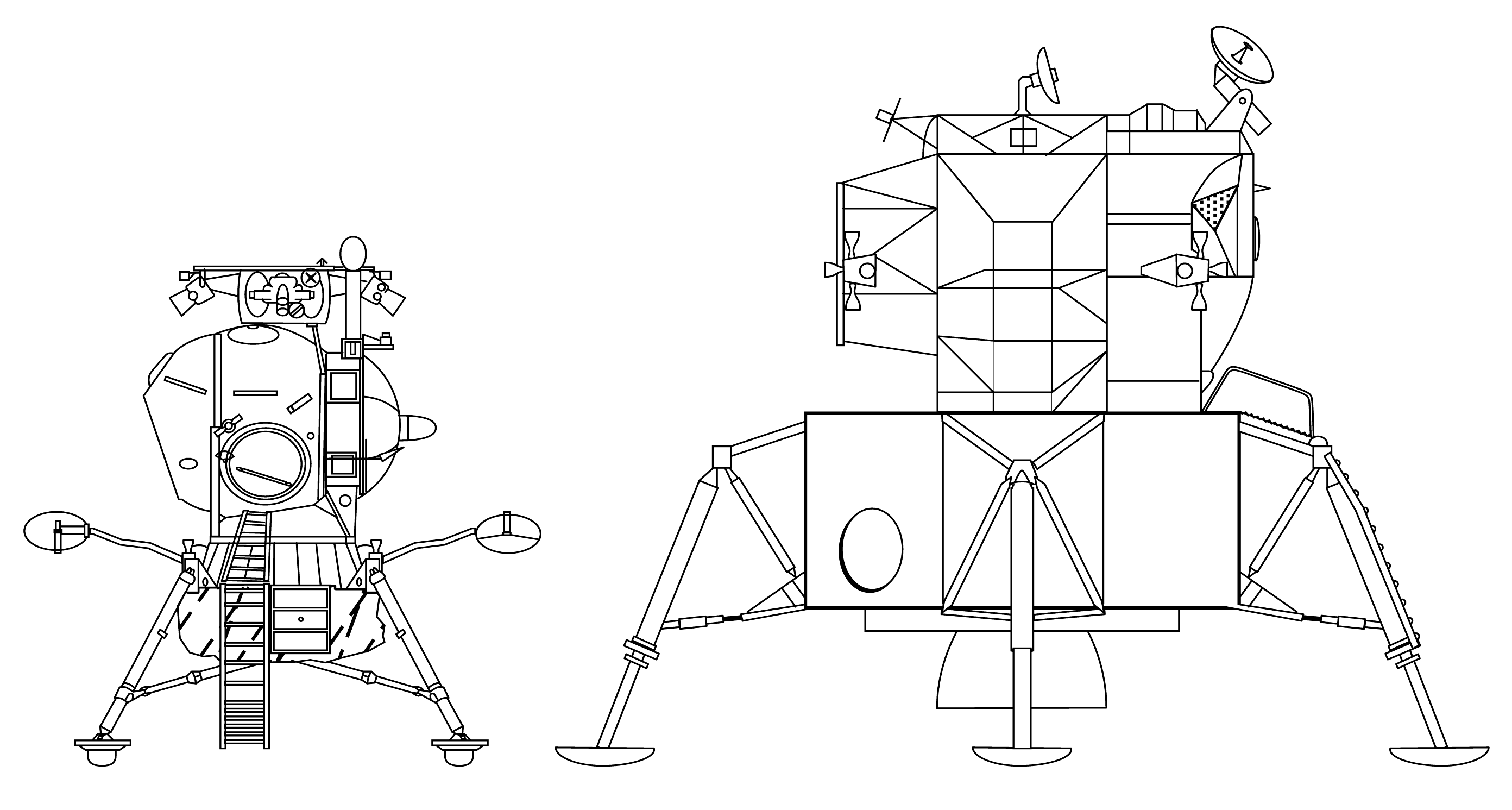
Porovnání sovětského modulu LK (vlevo) s americkým modulem LM

Tento modul byl spolu s Sojuzem 7K-L1, Sojuzem 7K-L3 a raketou N-1 součástí sovětského lunárního programu. V LK měl přistát jeden sovětský kosmonaut na Měsíci, vystoupit (k tomu byl vyvinut skafandr Orlan) a zvítězit v závodu o Měsíc. Byl dokončen vývoj modulu a prototyp byl letecky převezen a otestován úspěšně na oběžné dráze Země, ale nikdy nedosáhl Měsíce, protože vývoj rakety N-1 nebyl úspěšně dokončen dřív, než dosáhli Měsíce Američané a poté byl zrušen.